# 莫斯科—喀山戰爭
莫斯科—喀山戰爭（俄语：Русско-казанская война）是1439年至1552年間莫斯科大公國和喀山汗國之間的戰爭。最終俄羅斯沙皇國擊潰汗國並征服喀山。